# Krishnafloden

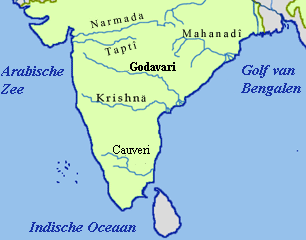
Karta över Krishna och andra floder i södra Indien

Floden Krishna är en av de längsta floderna i Indien, med ett lopp på 900 km. Floden rinner upp i Mahabaleswar i delstaten Maharashtra och flyter ut i Bengaliska bukten vid Hamasaladeevi i delstaten Andhra Pradesh, efter att ha passerat genom Maharashtra, Karnataka och Andhra Pradesh. Enligt traditionen är dess källa en fontän ur munnen på en kostaty i det gamla templet Mahadev i Mahabaleshwar.
Det viktigaste tillflödet är Tungabhadra, som i sin tur bildas av floderna  Tunga och Bhadra från Västra Ghats. Andra tillflöden är Koyna, Bhima, Mallaprabha, Ghataprabha, Yerla, Warna, Dindi, Musi och Dudhganga.
Två större dammar har byggts längs Krishnas lopp, en vid Srisailam och den andra vid Nagarjuna (dammen kallad Nagarjuna Sagar, en av världens största).